# Pokémon Trading Card Game (videospel)
Pokémon Trading Card Game (Japans: ポケモンカードGB) is een digitaal kaartspel ontwikkeld door Hudson Soft en uitgegeven door Nintendo voor de Game Boy Color, gebaseerd op het fysieke Pokémon ruilkaartspel. Spelers verzamelen digitale kaarten en nemen het op tegen verschillende tegenstanders binnen een fictieve spelwereld, vergelijkbaar met de structuur van de hoofdserie Pokémon-games.

## Beschrijving
Het spel volgt een jonge kaartenliefhebber die droomt van het worden van de ultieme kaartmeester. Nadat hij gehoord heeft over de mysterieuze “Legendary Cards” die in handen zijn van de vier Grand Masters, begint hij aan een reis door een wereld waar het Pokémon-ruilkaartspel centraal staat. Om deze zeldzame kaarten te bemachtigen, moet hij acht medailles verdienen door verschillende kaartclubs te verslaan, vergelijkbaar met gyms in de hoofdserie van Pokémon.
Tijdens zijn reis ontmoet hij diverse rivalen, waaronder Ronald, een terugkerende uitdager die ook uit is op de Legendary Cards. De speler verzamelt kaarten, bouwt krachtige decks en ontrafelt de strategieën van tegenstanders in zijn queeste om Grand Master te worden.
De gevechten in het spel maken gebruik van een digitale weergave van het officiële Pokémon Trading Card Game-regelsysteem. Spelers nemen het in beurten tegen elkaar op met zelfgebouwde decks van 60 kaarten. Elk duel vereist strategisch gebruik van energietypes, evoluties, aanvallen en trainerkaarten. Door wedstrijden te winnen, ontvangt de speler digitale booster packs waarmee hij zijn collectie kan uitbreiden. Het spel combineert toegankelijke mechanieken voor nieuwkomers met voldoende diepgang voor gevorderde spelers van het kaartspel.

## Personages
- Speler[a] (Japans: 主人公, Shujinkō) is de naamloze hoofdpersoon die ervan droomt de ultieme Pokémon-kaartmeester te worden. De speler kiest een starterdeck en reist door verschillende clubs om medailles te verzamelen. Hoewel het personage geen dialoog heeft, is hij de centrale figuur van het verhaal.

- Dr. Mason (Japans: ドクター・オーヤマ, Dokutā Ōyama) is een wetenschapper en mentor van de speler, vergelijkbaar met Professor Oak. Hij geeft uitleg over spelregels, stuurt e-mails met tips en schenkt kaarten om de speler op weg te helpen.

- Ronald (Japans: ライバル, Raibaru) is de rivaal van de speler. Hij daagt de speler meerdere keren uit tijdens het spel en strijdt uiteindelijk om de Legendary Cards. Zijn decks veranderen telkens en hij vormt een constante uitdaging.

De Grand Masters (Japans: グランドマスターズ, Gurando Masutāzu) zijn vier elitekaartspelers die zich bevinden in het geheime Pokémon Dome. Ze vormen het einddoel van de speler, en elk van hen bezit een van de vier felbegeerde Legendary Cards (de digitale equivalenten van Articuno, Zapdos, Moltres en Dragonite).
- Courtney (Japans: カオリ, Kaori) is de Fire Master en gebruikt een krachtig vuurdeck dat draait om Pokémon zoals Arcanine en Ninetales. Ze staat bekend om haar vurige passie en vurige aanvallen. Als ze wordt verslagen, overhandigt ze de Legendary Moltres Card.

- Steve (Japans: シン, Shin) is de Water Master. Hij gebruikt een deck vol water-Pokémon zoals Blastoise en Lapras, vaak met strategieën die energie versnellen of schade beheersen. Hij overhandigt de Legendary Articuno Card bij verlies.

- Jack (Japans: ジャック, Jakku) is de Lightning Master. Hij vertrouwt op snelle elektrische Pokémon zoals Electabuzz, Zapdos en Raichu. Zijn deck richt zich op snelheid en verstoring van de tegenstander. De speler ontvangt de Legendary Zapdos Card van hem.

- Rod (Japans: ロッド, Roddo) is de leider van de Grand Masters en tevens de Psychic Master. Zijn deck bevat psychische Pokémon zoals Alakazam en Mewtwo, met een focus op controle en genezing. Na zijn nederlaag schenkt hij de Legendary Dragonite Card en erkent hij de speler als ultieme kaartmeester.